# Сломчевская, Хенрика
Хенрика Сломчевская (в замужестве — Новак; Митянец; пол. Henryka Słomczewska (Nowak; Mitianiec); 25 апреля 1915, Лодзь, Петроковская губерния — 12 июня 1998, Лодзь) — польская легкоатлетка, выступавшая в беге на короткие дистанции и прыжках в длину, и гандболистка. Участница летних Олимпийских игр 1948 года.

## Биография
Хенрика Сломчевская родилась 25 апреля 1915 года в российском городе Лодзь (сейчас в Польше).
Выступала в легкоатлетических соревнованиях за лодзинские ВИМА и ИКП до Второй мировой войны, ДКС и ЛКС после войны. Пять раз выигрывала медали чемпионата Польши в прыжках в длину: золотые в 1939 и 1947 годах, серебряные в 1935, 1938 и 1948 годах. Кроме того, в 1938 году победила на чемпионате страны в эстафете 4х100 метров. В чемпионатах Польши в помещении дважды выигрывала золото в прыжках в длину (1938—1939).
В 1938 году участвовала в чемпионате Европы в Вене, где заняла 8-е место с результатом 5,15 метра.
В 1948 году вошла в состав сборной Польши на летних Олимпийских играх в Лондоне. В прыжках в длину заняла в квалификации 18-е место с результатом 5,19, уступив 10 сантиметров худшим из попавших в финал Джуди Канти из Австралии и Эмме Рид из США.
Играла в гандбол за ИКП. В 1938 году стала в его составе чемпионкой Польши.
Умерла 12 июня 1998 года в Лодзи.

## Личный рекорд
- Прыжки в длину — 5,52 (1939)[4]